# Sian Proctor
Sian Proctor est une exploratrice américaine, une scientifique, une éducatrice et communicatrice en science, technologie, ingénierie et mathématiques (souvent abrégé en STIM) et une astronaute commerciale. Elle est professeur de géologie, de durabilité et de planétologie au South Mountain Community College (en),. Elle est aussi major dans la Civil Air Patrol où elle sert comme officier d'éducation aérospatiale pour son Arizona Wing,. Proctor est l'officier de sensibilisation pour la première mission HI-SEAS. HI-SEAS est un habitat analogue financé par la NASA simulant les vols spatiaux habités vers Mars. Elle apparaît également dans trois émissions de télévision éducatives. Elle apparaît dans la saison 2 de The Colony (en), diffusée sur Discovery Channel en 2010. Elle apparaît également dans la série de 2016 Genius by Stephen Hawking (en) de PBS, dans Episode 2: Are We Alone. Elle apparaît dans l'émission scientifique Strange Evidence. Le 22 juillet 2020, le Dr Proctor est annoncée comme l'une des 15 finalistes du concours UAE Mars Shot. En septembre 2021, elle participe à la mission spatiale Inspiration4.

## Enfance et éducation
Proctor est né à Hagåtña, à Guam, le 28 mars 1970 d'un ingénieur de Sperry Univac qui travaillait pour la NASA à la station terrienne Guam Remote Ground Terminal (en) pendant l'ère Apollo. Après les atterrissages sur la Lune, la famille de Proctor a déménagé au Minnesota et plus tard dans divers États du nord-est pendant que son père changeait d'emploi. Sa famille a déménagé à Fairport dans l'État de New York quand elle avait 14 ans où elle a achevé ses études secondaires. Proctor a reçu un BS en science de l'environnement de l'Edinboro University of Pennsylvania (en). Elle a ensuite étudié à l'Université d'État de l'Arizona pour une maîtrise en géologie et un doctorat en enseignement des sciences.

## Exploration et sensibilisation

### HI-SEAS (2013)
Proctor est l'officier de sensibilisation à l'éducation pour la mission HI-SEAS financée par la NASA. Le but de la mission HI-SEAS est d'étudier les stratégies alimentaires pour les vols spatiaux de longue durée et les missions sur la Lune ou sur Mars. Au cours de la simulation de 4 mois, Proctor est embauchée par Discover Magazine en tant que photographe pour l'article Simulating Mars on Earth de Kate Greene. Elle filme également la série YouTube Meals for Mars pendant la simulation de Mars.

### PolarTREC (2014)
Proctor est sélectionnée comme enseignante PolarTREC (en) 2014. PolarTREC est un programme financé par la National Science Foundation qui met en relation des enseignants et des scientifiques menant des recherches dans les régions arctique et antarctique. Sian passe un mois à Barrow (Alaska) pour apprendre l'écologie historique pour la gestion des risques et étudier l'impact du changement climatique sur le littoral et la communauté.

### Astronomie au programme Chile Educator Ambassadors Program (ACEAP) (2016)
Proctor est sélectionnée en tant qu'ambassadeur de l'ACEAP 2016. L'ACEAP est un programme de la National Science Foundation (NSF) qui envoie des enseignants formels et informels en astronomie dans des installations d'astronomie américaines au Chili. Au cours de l'été 2016, elle rejoint 8 autres ambassadeurs lors de leur visite de l'Observatoire interaméricain du Cerro Tololo, de l'Observatoire Gemini Sud et du Grand réseau d'antennes millimétrique/submillimétrique de l'Atacama (ALMA). Proctor retourne à San Pedro, au Chili, en 2017 pour participer à des activités de sensibilisation à l'éducation STIM avec le lycée local et la communauté environnante.

### Programme Teacher At Sea de la NOAA (2017)
Proctor est sélectionnée au programme Teacher At Sea de la National Oceanic and Atmospheric Administration (NOAA) en 2017. Le programme Teacher at Sea de la NOAA est lancé en 1990 et offre aux enseignants une expérience pratique de la recherche en conditions réelles en travaillant en mer. Pendant 3 semaines, elle mène des recherches sur les Pollachius dans la mer de Béring sur le navire de pêche Oscar Dyson et blogge sur son expérience pour la NOAA.

## Apparitions à la télévision

### The Colony(2010)
The Colony (en) est une série post-apocalyptique de Discovery Channel. Proctor apparaît dans la saison 2 qui se compose de 10 épisodes et a été tourné à la Nouvelle-Orléans,.

### The STEM Journals(2012)
Proctor apparaît dans deux épisodes de la saison 1 de STEM Journals (en). The STEM Journals est une émission éducative destinée aux enfants intéressés par la science, la technologie, l'ingénierie et les mathématiques (STIM) et diffusée localement sur Cox7 Arizona. Elle apparaît dans Physics of Flight and Rocks.

### Genius by Stephen Hawking(2016)
Proctor apparaît dans l'Episode 2: Are We Alone. Au cours de cet épisode, elle, avec deux autres individus, est mise au défi de "penser comme un génie" et de découvrir la science derrière la recherche de la vie extraterrestre.

### Strange Evidence(2017 - 2018)
Proctor apparaît en tant qu'expert en démonstration scientifique dans l'émission de Science Channel Strange Evidence,. L'émission rassemble une équipe d'experts qui analysent des séquences vidéo qui semblent défier toute explication. Proctor décrit les phénomènes et utilise des maquettes pour expliquer la science derrière ce qui est vu.

### Compte à rebours: quatre touristes dans l’espace(2021)
Elle apparaît en 2021 dans Compte à rebours : quatre touristes dans l’espace, mini-série documentaire consacrée à la mission Inspiration4 et distribuée par Netflix.

## Carrière spatiale

### Groupe d'astronautes 20 (2009)
Proctor est finaliste du processus de sélection des membres du groupe d'astronautes 20 de la NASA. Elle concourt contre plus de 3 500 candidatures pour se classer parmi les 47 premières. La NASA sélectionne 9 des 47 finalistes, mais pas Proctor. Elle donne par la suite des présentations inspirantes sur le fait de devenir presque astronaute.

### Mission Inspiration4

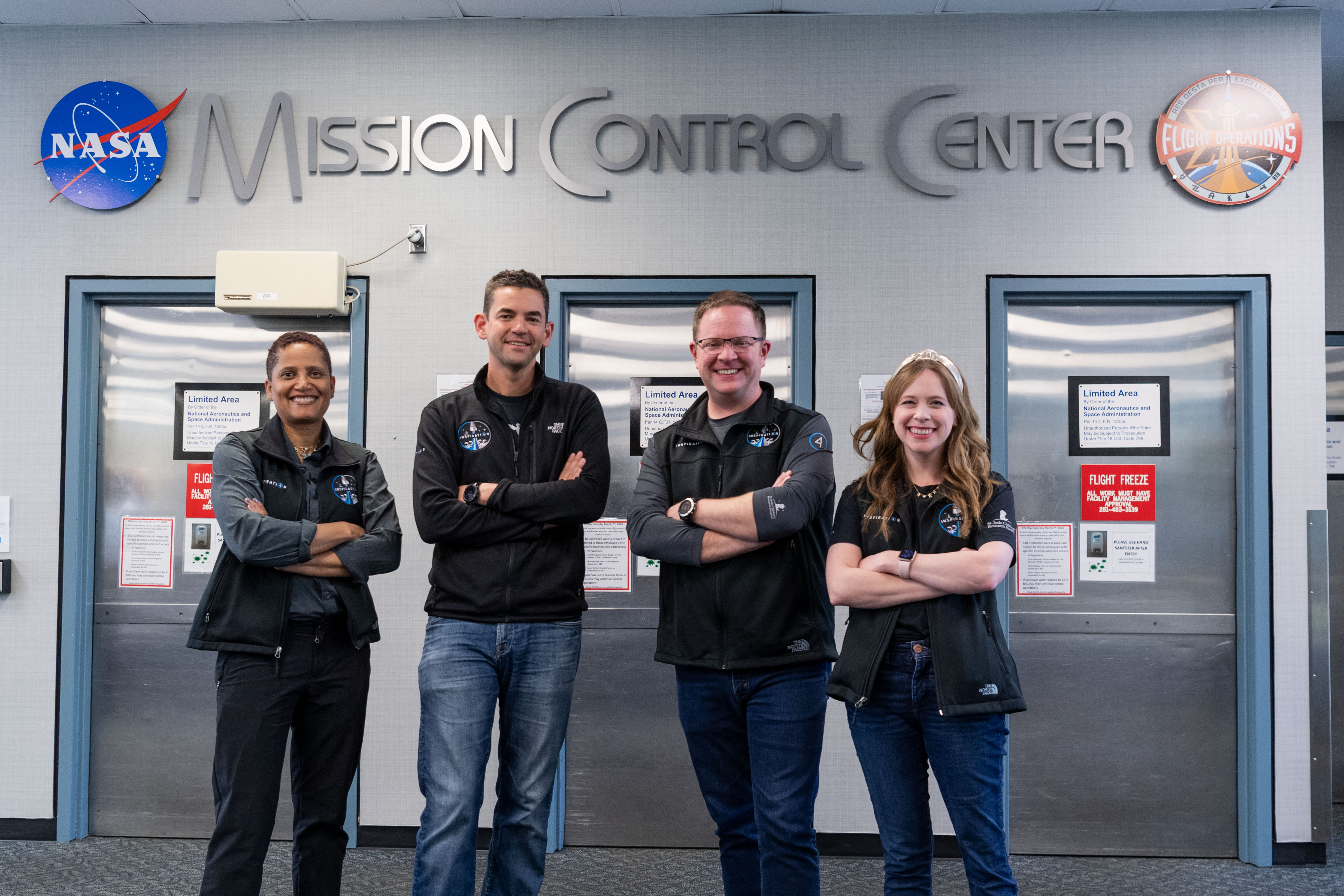
Équipage de la mission Inspiration4 en visite au Centre spatial Lyndon B. Johnson de la NASA (Sian Proctor est à gauche).

Sian Proctor remporte le concours entrepreneurial de type « Shark Tank » organisé par la société Shift4 Payments (en) appartenant à Jared Isaacman, un homme d'affaires américain. Ce dernier avait acheté un vol complet d'environ trois jours sur un vaisseau Crew Dragon pour lui-même et trois autres passagers, dont le vainqueur du concours. La mission, commerciale, est nommée Inspiration4. En mars 2021, il est annoncé que Sian Proctor prendra part à la mission Inspiration4, prévue pour septembre de la même année, comme astronaute commercial, affectée au poste de pilote. Le 16 septembre 2021, elle s'envole à bord du vaisseau Crew Dragon Resilience et participe aux expériences scientifiques embarquées. Elle revient sur Terre le 18 septembre 2021.
Elle devient membre par la suite de l'Association des explorateurs de l'espace.

### National Space Council
Elle rejoint le groupe consultatif du National Space Council en décembre 2022.

## Carrière académique
- Doctorat Curriculum & Instruction (en) : Science education de l'Arizona State University
- MS en géologie de l'Arizona State University
- BS en sciences de l'environnement, mineure en mathématiques de l'Edinboro University of Pennsylvania (en)